# Talnamn
Olika kulturer har olika traditionella talsystem som används för att skriva och namnge tal.
Även om de flesta traditionella talsystem baserar sig på det decimala talsystemet finns det många regionala variationer, blamd annat:
- Västerländska system, med varianter, som baserar sig på tusen (se nedan)
- Indiska system: crore, lakh (se indiska siffror)
- Japanska system som baserar sig på tio tusen (se nedan)

Duodecimala tal har bara använts konsekvent i ett fåtal fall - ett exempel på dudocimala siffror finns i språket chepang i Nepal. Deras inflytande kan emellertid fortfarande ses i många kulturer, såsom i det imperiesystemet för enheter och det tidigare brittiska systemet med pund, shilling och pence.
För mycket stora och små tal har ofta de traditionella systemen ersatts av en matematisk notation med potenser och systemet med SI-prefix, även om de förra fortfarande används till vardags.

## Olika siffersystem
- arabiska siffror
- armeniska siffror
- babyloniska siffror
- kinesiska siffror
- D'ni-siffror
- engelska talnamn
- svenska talnamn
- grekiska siffror
- hebreiska siffror
- indiska siffror
- japanska siffror
- Maya-siffror
- räknekäppar
- romerska siffror
- thailändska siffror